# Rhamphomyia triseta
Rhamphomyia triseta är en tvåvingeart som beskrevs av Saigusa 1963. Rhamphomyia triseta ingår i släktet Rhamphomyia och familjen dansflugor. Inga underarter finns listade i Catalogue of Life.